# Todd Hill (Ross-Insel)
Der Todd Hill ist ein rund 500 m hoher Hügel auf der antarktischen Ross-Insel. Er ragt 3 km westnordwestlich des Hügels The Knoll und 2 km nordnordöstlich des Bomb Peak unweit des Kap Crozier am östlichen Ende der Insel auf. Er besteht im Wesentlichen aus einem Vulkankegel aus weißem Trachyt, der von einer dünnen Schicht aus schwarzem Moränenabrieb bedeckt ist.
Wissenschaftler einer von 1958 bis 1959 durchgeführten Kampagne der New Zealand Geological Survey Antarctic Expedition (NZGSAE) benannten ihn. Namensgeber ist der neuseeländische Bergsteiger Colin Todd aus Dunedin, der die NZGSAE in technischen Fragen beraten hatte und 1955 im Alter von 28 Jahren bei einem Motorradunfall in seiner Heimatstadt ums Leben gekommen war.